# Huỳnh Văn Cao
Huỳnh Văn Cao (1927 - 2013) là một cựu tướng lĩnh Bộ binh của Quân lực Việt Nam Cộng hòa, cấp bậc Thiếu tướng. Ông là một trong số ít tướng lĩnh được Tổng thống Ngô Đình Diệm tín nhiệm phong cấp tướng trong nền Đệ nhất Cộng hòa (Thiếu tướng 1962). Sau khi cuộc đời binh nghiệp của ông chấm dứt bởi vụ "Biến động Miền Trung", ông tham gia chính trường và trở thành một Thượng nghị sĩ cho đến ngày Chính thể Việt Nam Cộng hòa sụp đổ.

## Tiểu sử và binh nghiệp
Ông sinh ngày 26 tháng 9 năm 1927 tại Phủ Cam, Huế, trong một gia đình Công giáo. Đương thời, thân phụ ông là một chức sắc trong Hội đồng Giáo xứ Phủ Cam (tục gọi là cụ kiểm Hóa). Năm 1945, ông tốt nghiệp ban Hội họa Trắc lượng tại trường Kỹ nghệ thực hành Huế, được cấp chứng chỉ tốt nghiệp tương đương với văn bằng Tú tài bán phần (Part I). Ra trường, ông được bổ dụng làm công chức phục vụ tại Sở Công chánh Đà Nẵng.

## Quân đội Quốc gia

### Bước đầu binh nghiệp
Tháng 9 năm 1949, theo lệnh động viên của Quốc trưởng Bảo Đại, ông được lệnh nhập ngũ. Do có trình độ Tú tài, ông được cho theo học khóa 2 Quang Trung tại trường Võ bị Quốc gia Huế, khai giảng ngày 25 tháng 9 năm 1949, để được đào tạo trở thành sĩ quan cho Quân đội Quốc gia Việt Nam trong tương lai. Ngày 24 tháng 6 năm 1950, ông mãn khóa tốt nghiệp với cấp bậc Thiếu úy hiện dịch và được điều động phục vụ trong một Tiểu đoàn Bộ binh Việt Nam (BVN) thuộc Quân đội Liên hiệp Pháp.
Cuối tháng 5 năm 1950, ông được cử làm Trung đội trưởng của Đại đội Phú Vang thuộc Trung đoàn Duy Tân, thuộc Lực lượng Vệ binh Trung Việt. Qua năm 1951, ông chuyển sang giữ chức vụ Đại đội trưởng Đại đội 1 thuộc Tiểu đoàn 8 Việt Nam (8e BVN).
Giữa năm 1952, ông chuyển sang phục vụ Quân đội Quốc gia, ông được thăng cấp Trung úy và chuyển trở lại lực lượng Vệ binh Trung Việt, nhận nhiệm vụ Xử lý Thường vụ chức vụ Trung đoàn trưởng Trung đoàn Nguyễn Huệ, đồn trú tại Đồng Hới. Cùng năm theo học lớp Chỉ huy Chiến thuật cao cấp tại Hà Nội. Mãn khóa học, trở về đơn vị ông được cử giữ chức vụ Tiểu đoàn phó Tiểu đoàn 29 Việt Nam (29e BVN). Sau đó ông chuyển công tác sang phục vụ tại Tiểu đoàn 30 Lưu động ở Đông Hà. Cuối năm 1953, ông được thăng cấp Đại úy và chuyển đi làm Tiểu đoàn trưởng Tiểu đoàn 607 Địa phương.
Sau Hiệp định Genève (20 tháng 7) năm 1954, ông giữ chức vụ Tham mưu trưởng kiêm Trưởng phòng 3 Tiểu khu Phan Thiết. Cuối năm, đảm nhiệm chức vụ sĩ quan liên lạc của Thủ tướng Ngô Đình Diệm.

## Quân đội Việt nam Cộng hòa

### Quan lộ hanh thông
Là một tín đồ Công giáo, ông nhiệt tình ủng hộ Thủ tướng Ngô Đình Diệm nắm quyền chính thay Quốc trưởng Bảo Đại, vì thế rất được Thủ tướng Diệm chú ý và tín nhiệm. Cuối năm 1955, sau khi Chính thể Việt Nam Cộng hòa được thành lập, ông được thăng cấp Thiếu tá giữ chức vụ Tham mưu trưởng Biệt bộ Tham mưu tại phủ Tổng thống. Ngày Quốc khánh Đệ nhất Cộng hòa 26 tháng 10 năm 1957, ông được thăng cấp Trung tá và được bổ nhiệm làm Tư lệnh Sư đoàn 13 Khinh chiến, đồn trú tại Bến Kéo, Tây Ninh, vốn là một căn cứ cũ của Quân đội Giáo phái Cao Đài.
Giữa năm 1958, bàn giao chức vụ Tư lệnh Sư đoàn 13 lại cho Trung tá Nguyễn Quang Thông. Sau đó ông được cử đi du học tại Hoa Kỳ, thụ huấn 3 khóa học Chỉ huy và Tham mưu tại Fort Leavenworth, Tiểu bang Kansas, khóa Hành chánh và Quân chánh tại Fort Gordon, Tiểu bang Georgia và khóa Hành quân Không vận tại Biloxi, Tiểu bang Mississippi. Cuối tháng 3 năm 1959, mãn khóa về nước ông được thăng cấp Đại tá và được bổ nhiệm làm Tư lệnh Sư đoàn 7 bộ binh thay thế Đại tá Trần Thiện Khiêm.
Thượng tuần tháng 12 năm 1962, ông được thăng cấp Thiếu tướng, bàn giao chức vụ Tư lệnh Sư đoàn 7 lại cho Đại tá Bùi Đình Đạm để đi giữ chức vụ Chỉ huy trưởng Phân khu miền Tây của Quân đoàn III và Vùng 3 chiến thuật, Bộ chỉ huy đặt tại Cần Thơ. Ngày 1 tháng 1 năm 1963, Quân đoàn IV và Vùng 4 chiến thuật được thành lập trên cơ sở của Phân khu miền Tây, ông được bổ nhiệm chức vụ Tư lệnh.

## Binh nghiệp dập dềnh
Chỉ một ngày sau khi nhậm chức Tư lệnh Quân đoàn IV và Vùng 4 chiến thuật, theo kế hoạch định sẵn, ông ra lệnh cho tân Tư lệnh Sư đoàn 7 là Đại tá Bùi Đình Đạm tổ chức cuộc hành quân vào Ấp Bắc thuộc tỉnh Định Tường nhằm tiêu diệt một Đại đội Quân Giải phóng miền Nam Việt Nam và một đài phát radio đóng tại đây. Cuộc hành quân với sự tham gia của một Tiểu đoàn Bộ binh của Sư đoàn 7 và 2 tiểu đoàn bảo an, 1 chi đoàn thiết giáp (13 xe thiết giáp M.113) và 3 Đại đội Bộ binh (trong đó có 2 Đại đội làm lực lượng trừ bị), khoảng 8 máy bay ném bom, 20 trực thăng đổ quân và vũ trang, 11 máy bay quan sát và vận tải, 13 tàu xuồng các loại và khoảng 1 Tiểu đoàn Pháo binh chi viện. Tổng cộng gần 1.800 quân do Đại tá Đạm và Trung tá Cố vấn John Paul Vann trực tiếp chỉ huy. Tuy nhiên, cuộc hành quân nhanh chóng trở thành thảm họa, khi không đạt được mục tiêu vây bắt và tiêu diệt đối phương, nhưng lại phải trả một cái giá quá đắt về thiệt hại cũng như thất bại chiến thuật trước một đối thủ thua kém về trang bị lẫn quân số. Tháng 9 cùng năm, ông được giao chỉ huy cuộc hành quân giải tỏa quận Đầm Dơi.
Một ngày sau khi trận Ấp Bắc diễn ra, ông đã tổ chức một đợt tấn công Thất Bại Không Hề Gây Thiệt Hại cho Kẻ Địch mà còn Gây Thêm Thiệt Hại Không Đáng Có cho quân lực Việt Nam cộng hòa:
Ngày 3/1/1963, chuẩn tướng Robert York đi cùng các phóng viên đến Ấp Bắc để đánh giá về trận thua mất mặt hôm trước của quân lực Việt Nam Cộng hòa. Họ đang xem xét chiến trường thì một loạt pháo bất ngờ vang lên. Đó là đợt tấn công mới vào Ấp Bắc do tướng Huỳnh Văn Cao chỉ huy, sau khi đối phương đã rút hết......một ngày trước đó.
Theo Neil Sheehan, đó là đợt tấn công giả để tướng Cao ghi điểm với tổng thống là mình đã nỗ lực đẩy lui Quân Giải phóng khỏi Ấp Bắc. Tướng Cao báo cáo rằng vẫn còn "Việt cộng" trong các hố cá nhân và ông ta sẽ xử lý họ.
Không may là viên trung úy đọc bản đồ có tí nhầm lẫn, nên đạn pháo rơi xuống đầu......lính Việt Nam Cộng hòa đang dọn dẹp chiến trường, 4 người chết.

### Đảo chính Việt Nam Cộng hòa 1963
Khi cuộc đảo chính ngày 1 tháng 11 năm 1963 xảy ra, ông là một trong số ít tướng lĩnh trung thành với Tổng thống Ngô Đình Diệm. Tuy nhiên, ông lại không thể đưa quân về ứng cứu được do Hội đồng Quân nhân Cách mạng đề phòng trước và đã rút hết các phà của bến phà Mỹ Thuận về phía bờ bắc của sông Tiền. Cũng vì lý do này nên mặc dù đã tuyên bố phục tùng quyết định của nhóm tướng lĩnh đảo chính khi nhận thấy tình hình không thể cứu vãn. Nhưng ngày 3 tháng 11, ông vẫn bị cách chức Tư lệnh Quân đoàn IV và bị đổi đi làm Chỉ huy trưởng Trung tâm Phát triển Khả năng Tác chiến (trong khi chờ bổ nhiệm tân tư lệnh Quân đoàn là Thiếu tướng Nguyễn Hữu Có, Đại tá Bùi Hữu Nhơn đương nhiệm phó tư lệnh, tạm thời quyền tư lệnh Quân đoàn thời gian 4 ngày). Ngày 20 tháng 3 năm 1964, ông lãnh nhiệm vụ hướng dẫn Phái đoàn Việt Nam Cộng hòa sang Campuchia tham dự Hội nghị về Biên giới Việt-Cam. Ngày 4 tháng 5 cùng năm, ông được giao kiêm chức vụ Tổng giám đốc Văn phòng Dân ý vụ.
Đầu tháng 1 năm 1965, sau một thời gian bị đình chỉ công vụ, ông được cử giữ chức vụ Tổng cục trưởng Tổng cục Chiến tranh Chính trị thay thế Trung tướng Mai Hữu Xuân kiêm Tổng thư ký Ủy ban Thường vụ Hội đồng Quân lực do Trung tướng Nguyễn Văn Thiệu làm Chủ tịch.

### Biến động Miền Trung
Thượng tuần tháng 3 năm 1966 xảy ra vụ "Biến động Miền Trung" tại Vùng 1 chiến thuật, do các tướng lĩnh ở Quân đoàn I không có khả năng dập tắt được nội vụ nên ngày 15 tháng 5 năm 1966, ông được cử đi làm Tư lệnh Quân đoàn I thay thế Trung tướng Tôn Thất Đính sau khi chuyển giao Tổng cục Chiến tranh Chính trị cho Thiếu tướng Nguyễn Bảo Trị. Tuy nhiên, ông không thực hiện được hành động gì để cải thiện tình hình, vì vậy chỉ sau 2 tuần tại chức ngày 30 tháng 5 năm 1966 ông bị cách chức sau khi bàn giao chức tư lệnh Quân đoàn lại cho Thiếu tướng Hoàng Xuân Lãm để về trình diện Trung ương. Ngày 14 tháng 7 cùng năm, ông và một số tướng lĩnh khác bị đưa ra xét xử tại Hội đồng Kỷ luật và bị buộc phải giải ngũ.

### Chính khách
Năm 1967, ông ra tranh cử Thượng nghị sĩ nhiệm kỳ 1967-1973, Thụ uỷ Liên danh Trời Việt và đắc cử vào Thượng viện trong Quốc hội Lưỡng viện của Việt Nam Cộng hòa. Từ 1971 đến 1975, ông được các nghị viên trong Thượng viện tín nhiệm bầu làm Đệ nhất Phó Chủ tịch Thượng nghị viện.

## Cuộc sống lưu vong
Ngày 29 tháng 4, phu nhân của ông cùng 8 người con di tản khỏi Sài Gòn và sau đó đến định cư tại Hoa Kỳ. Riêng ông ở lại và chính quyền mới đưa đi học tập và cải tạo từ Nam ra Bắc, mãi đến ngày 14 tháng 9 năm 1987 mới được trả tự do.
Sau khi học tập và cải tạo, ông về sống với gia đình người con trai trưởng (Huỳnh Thái Sơn). Ngày 25 tháng 4 năm 1990, ông cùng gia đình người con này xuất cảnh đi đoàn tụ với phu nhân và những người con khác, định cư tại Tiểu bang Virginia, Hoa Kỳ.
Trong những năm cuối đời, ông là cộng tác viên của Tạp chí Vietnam Magazine. Ông cũng là tác giả của quyển "Vietnam: Today & Tomorrow"
Ngày 26 tháng 2 năm 2013, ông từ trần tại nơi định cư. Hưởng thọ 86 tuổi.

## Tác phẩm
- He grows under fire (Trưởng thành trong lửa đạn - 1959)
- People's strategy (Thế chiến Nhân dân - 1960)
- Cách mạng và Chủ nghĩa (1964)
- Chiến thuật Nội hóa (1964)
- Vietnam Key to World Peace (Việt Nam, chìa khóa dẫn đến Hòa bình Thế giới - 1965)
- Mối tình đầu (1966)
- Lòng ái quốc (1970)
- Secret Talk in Communist Prison (Mặt trái ở nhà tù Cộng sản - 1990)
- Hướng về Việt Nam (1991)
- Một kiếp người (1993)
- Vietnam Today and Tomorrow (Việt Nam hôm nay và ngày mai - 1995)

## Gia đình
- Thân phụ: Huỳnh Văn Hóa
- Thân mẫu: Nguyễn Thị Mai
- Phu nhân: Ngô Thị Xuân Minh
- Bào đê: Huỳnh Văn Phước, Huỳnh Văn Phận, Huỳnh Văn Phúc, Huỳnh Văn Đức.
- Bào muội: Huỳnh Thị Thương, Huỳnh Bích Châu

-Ông bà có chín người con (6 trai, 3 gái):
-Huỳnh Thái Sơn, Huỳnh Thu Hà, Huỳnh Việt Tuấn, Huỳnh Việt Dũng, Huỳnh Việt Hùng, Huỳnh Thủy Tiên, Huỳnh Thu Minh, Huỳnh Hải Đức, Huỳnh Việt Huy.